# アライドシグナル
アライドシグナル（AlliedSignal）とは、アメリカにかつて存在した航空宇宙、自動車用部品、工業材料の大手メーカー。1999年にハネウェルを150億ドルで買収する形で合併し、合併後の社名はハネウェルとした。
アライドシグナルは1985年、アライド Corp. (正式にはアライドケミカル&ダイ)とシグナル・カンパニーズ（正式にはシグナルオイル＆ガス）が合併してできた。1985年、9月アライドシグナルに社名を変更した。

## 背景
会社は航空宇宙分野の事業に早くから力を入れていて、1983年、アライドケミカル＆ダイとベンディックス・コーポレーションが合併してシグナル・オイル＆ガスとギャレットは1968年に合併した。アライドシグナルは合併によってこの分野で最大の会社になった。
アライド-シグナルの名前は1993年、全ての事業において統合する事により一つの会社である事を強調するためにハイフンがなくなりアライドシグナルになった。1999年、アライドシグナルは航空部門大手のハネウェルを買収して名前を変えた。買収は長年アライドシグナルのCEOを勤めたLarry Bossidyに最後の大仕事だった。
2006年の時点で自動車の製品はフラム(オイルフィルター)、オートライト、プレストン(凍結防止剤)である。
ベンディックスコーポレーションはフラムとオートライトのブランドを他社から1973年に購入した。プレストンのブランドは1990年代末に取得した。
合併前のハネウェルは国際的な制御装置の会社で航空宇宙企業と産業に先進的な技術の製品を開発、供給していた。製品は2社が引き継いだ。

## 沿革
- 1920年 染料や薬品類の生産を目的に化学会社の統合によりアライド・ケミカル・アンド・ダイ（Allied Chemical & Dye Corp.）として設立。
- 1928年 大手化学メーカーとして発展。第二次世界大戦後はナイロンや冷媒などの総合素材メーカーとなる。
- 1981年 アライド・コーポレーションに社名を変更。
- 1983年 航空宇宙、自動車部品大手のベンディックスを買収、同年、アモルファス合金の特許侵害の疑いがあるとして日欧企業をアメリカ国際貿易委員会(ITC)に提訴[4]。
- 1985年 航空機器メーカーのギャレットを有するシグナル社と合併して、社名をアライド・シグナル（The Allied-Signal）に改称。
- 1986年 事業の焦点を航空宇宙、自動車用製品、工業材料の3分野に集約、非戦略事業をヘンリー・グループとして分離。
- 1990年 アモルファス金属の問題がスーパー301条による日米政府協議で取り上げられる[5][4]。
- 1993年 社名をAlliedSignalに改称。

## アモルファス合金を巡る日米特許紛争
1977年、元科学技術庁所管の新技術開発事業団（現・科学技術振興機構＝ JST）の委託開発事業として日立製作所、日立金属、松下電器、ソニーの4社と5年間の実用化事業を行い、1980年から新日本製鐵との委託開発事業(6年間)が実施された。
この時、日本国外への特許を出願していなかったために、当該分野の特許を保有するアライド社が1983年、特許侵害の疑いがあるとしてアメリカ国際貿易委員会(ITC)に提訴したが、先発明が認められた日本側の全面勝訴となった。しかしその後、スーパー301条で日米政府協議の課題になったことで、ITC提訴で勝訴した日立金属をのぞく日本側は譲歩を強いられた。

## 製品
- 航空宇宙分野
  - 航空電子機器
  - 補助動力装置 (APUs)
  - 環境制御システム (ECS)
  - 航空機の照明
  - 降着装置
  - リージョナル/ビジネス機のエンジン
- 自動車分野
  - オートライト - 点火栓
  - フラム - エアフィルタ、燃料フィルタ、オイルフィルタ
  - プレストン - 凍結防止剤
- エンジニアドマテリアルズ 
  - 高分子
  - 特殊化学品
  - 電気製品
- フェデラルマニュファクチュアリングアンドテクノロジー
  - アメリカ合衆国エネルギー省の施設の運営